# Centralna regija (Burkina Faso)
Centralna regija je jedna od 13 administrativnih regija Burkine Faso.
Stanovništvo je imalo 1,523.980 stanovnika u 2006. godini. To je najnaseljenije područje u Burkini Faso, te čini 11,1% stanovnika Burkine Faso. Glavni grad regije je Ouagadougou, ujedno i glavni grad Burkine Faso. Centralna regija, sastoji se od samo jedne provincije, koja se zove Kadiogo.